# Ким Гукхян (тяжелоатлетка)
Ким Гукхян (род. 20 апреля 1994 года) — северокорейская тяжелоатлетка, серебряная призёрка Олимпийских игр 2016 года, бронзовая призёрка чемпионата мира 2017 года, чемпионка Азии 2016 года. Победительница летней Универсиады 2017 года и Азиатских игр 2018 года.

## Карьера
Ким Гукхян родилась в уезде Чанён провинции Хванхэ-Намдо (КНДР). В юношеском возрасте осиротела, и воспитывалась в государственном учреждении. Тренер по тяжелой атлетике Ким Мен Хо заметил её в больнице Пхеньяна, когда она помогала матери получить медицинскую помощь.
Ким Гукхян была награждена молодежной почётной премией Ким Ир Сена, высшей наградой корейской молодежи ДНР, и получила звание заслуженного спортсмена во время своей карьеры.
На чемпионате Азии 2015 года в категории свыше 75 кг стала второй с итоговым результатом 296 кг.
На чемпионате мира 2015 года в Хьюстоне она завоёвывает бронзовую медаль, подняв общую сумму на штанге 298 кг.
Олимпийский 2016 год начался для корейской спортсменки успешно. Она победила на чемпионате Азии (общая сумма - 291 кг) и приняла участие в Олимпийских играх в Бразилии. Там в весовой категории свыше 75 кг Ким Гукхян выступила успешно, став серебряной призёркой Олимпиады (общая сумма - 306 кг).
На 29-й летней Универсиаде в Китайском Тайбэе, корейская спортсменка одержала победу в весовой категории свыше 75 кг, с общим весом на штанге 299 кг.
На Азиатских играх 2018 года в Джакарте в весовой категории свыше 75 кг Ким заняла первое место и стала чемпионкой престижного соревнования.
В начале ноября 2018 года на чемпионате мира в Ашхабаде северокорейская спортсменка, в весовой категории свыше 87 кг, завоевала малую бронзовую медаль в рывке, взяв вес 130 кг. В итоге она заняла 4-е место.